# Commissione Lavoro pubblico e privato della Camera dei deputati
La Commissione permanente XI Lavoro pubblico e privato è un organo della Camera dei deputati della Repubblica italiana, istituito a partire dalla X legislatura della Repubblica Italiana con lo scorporo della Commissione Lavoro - assistenza e previdenza sociale - cooperazione.

## Funzione
La XI Commissione ha competenza per i disegni di legge riguardanti le specifiche materie dell'ordinamento sui servizi del Ministero del lavoro e delle politiche sociali, nonché per i disegni di legge riguardanti la materia sulla previdenza, sugli interventi di sostegno al reddito, sulla formazione professionale e sulla cooperazione di servizi.

## Composizione
La Commissione è composta da 26 deputati (di cui due segretari, due vicepresidenti e un presidente) scelti in modo omogeneo tra i componenti della Camera dei deputati, in modo da rispecchiarne le forze politiche presenti. Essi sono scelti dai gruppi parlamentari (e non dal Presidente, come invece accade per l'organismo della Giunta parlamentare): per la nomina dei membri ciascun Gruppo, entro cinque giorni dalla propria costituzione, procede, dandone comunicazione alla Presidenza della Camera, alla designazione dei propri rappresentanti nelle singole Commissioni permanenti.
Ogni deputato chiamato a far parte del governo o eletto presidente della Commissione è, per la durata della carica, sostituito dal suo gruppo nella Commissione con un altro deputato, che continuerà ad appartenere anche alla Commissione di provenienza. Tranne in rari casi nessun Deputato può essere assegnato a più di una Commissione permanente. Le Commissioni permanenti sono rinnovate dopo il primo biennio della legislatura ed i loro componenti possono essere confermati, ma i gruppi parlamentari possono cambiare i propri membri autonomamente in qualsiasi momento, sostituendoli, aggiungendoli o rimuovendoli, modificando di conseguenza anche il numero totale dei componenti della Commissione.

## Presidenti
| N°                           | Presidente                                        | Presidente     | Presidente                          | Partito | Mandato         | Mandato         | Legislatura  |
| N°                           | Presidente                                        | Presidente     | Presidente                          | Partito | Inizio          | Fine            | Legislatura  |
| ---------------------------- | ------------------------------------------------- | -------------- | ----------------------------------- | --- | --------------- | --------------- | ------------ |
| XI Lavoro pubblico e privato |                                                   |                |                                     | |                 |                 |              |
| 1                            |                                                   |                | Vincenzo Mancini (1931-1996)        | Democratico cristiano                                                                                                   | 4 agosto 1987   | 22 aprile 1992  | X (1987)     |
| 1                            | Democratico cristiano - Partito Popolare Italiano | 17 giugno 1992 | Vincenzo Mancini (1931-1996)        | 14 aprile 1994 | XI (1992)       |                 |              |
| 2                            |                                                   |                | Marco Sartori (1963-2011)           | Lega Nord | 25 maggio 1994  | 8 maggio 1996   | XII (1994)   |
| 3                            |                                                   |                | Renzo Innocenti (1950)              | Democratici di Sinistra - L'Ulivo                                                                                       | 4 giugno 1996   | 29 maggio 2001  | XIII (1996)  |
| 4                            |                                                   |                | Domenico Benedetti Valentini (1946) | Alleanza Nazionale | 21 giugno 2001  | 27 aprile 2006  | XIV (2001)   |
| 5                            |                                                   |                | Gianni Pagliarini (1961)            | Comunisti Italiani | 6 giugno 2006   | 28 aprile 2008  | XV (2006)    |
| 6                            |                                                   |                | Stefano Saglia (1971)               | Popolo della Libertà | 22 maggio 2008  | 30 aprile 2009  | XVI (2008)   |
| 7                            |                                                   |                | Silvano Moffa (1951)                | Popolo della Libertà (2009-2010) Futuro e Libertà per l'Italia (2010) Misto (2010-2011) Popolo e Territorio (2011-2013) | 14 maggio 2009  | 14 marzo 2013   | XVI (2008)   |
| 8                            |                                                   |                | Cesare Damiano (1948)               | Partito Democratico | 7 maggio 2013   | 22 marzo 2018   | XVII (2013)  |
| 9                            |                                                   |                | Andrea Giaccone (1976)              | Lega - Salvini Premier                                                                                                  | 21 giugno 2018  | 28 luglio 2020  | XVIII (2018) |
| 10                           |                                                   |                | Debora Serracchiani (1970)          | Partito Democratico | 29 luglio 2020  | 9 aprile 2021   | XVIII (2018) |
| 11                           |                                                   |                | Romina Mura (1970)                  | Partito Democratico | 14 aprile 2021  | 12 ottobre 2022 | XVIII (2018) |
| 12                           |                                                   |                | Walter Rizzetto (1975)              | Fratelli d'Italia | 9 novembre 2022 | in carica       | XIX (2022)   |

## Composizione nella XIX legislatura (2022 -in corso)
Elenco dei membri ad aprile 2024
| Gruppo parlamentare                                          | Gruppo parlamentare                                     | Deputato                         |
| ------------------------------------------------------------ | ------------------------------------------------------- | -------------------------------- |
|                                                              | Fratelli d'Italia                                       | Walter Rizzetto (presidente)     |
|                                                              | Partito Democratico - Italia Democratica e Progressista | Chiara Gribaudo (vicepresidente) |
|                                                              | Lega - Salvini Premier                                  | Tiziana Nisini (vicepresidente)  |
|                                                              | MoVimento 5 Stelle                                      | Dario Carotenuto (segretario)    |
|                                                              | Fratelli d'Italia                                       | Lorenzo Malagola (segretario)    |
| Marcello Coppo                                               | Fratelli d'Italia                                       |                                  |
| Silvio Giovine (in sostituzione di Augusta Montaruli)        | Fratelli d'Italia                                       |                                  |
| Andrea Mascaretti (in sostituzione di Maria Teresa Bellucci) | Fratelli d'Italia                                       |                                  |
| Marta Schifone                                               | Fratelli d'Italia                                       |                                  |
| Andrea Volpi                                                 | Fratelli d'Italia                                       |                                  |
| Immacolata Zurzolo                                           | Fratelli d'Italia                                       |                                  |
|                                                              | Partito Democratico - Italia Democratica e Progressista | Emiliano Fossi                   |
| Mauro Laus                                                   | Partito Democratico - Italia Democratica e Progressista |                                  |
| Marco Sarracino                                              | Partito Democratico - Italia Democratica e Progressista |                                  |
| Arturo Scotto                                                | Partito Democratico - Italia Democratica e Progressista |                                  |
|                                                              | Lega - Salvini Premier                                  | Virginio Caparvi                 |
| Andrea Giaccone                                              | Lega - Salvini Premier                                  |                                  |
| Dario Giagoni                                                | Lega - Salvini Premier                                  |                                  |
|                                                              | MoVimento 5 Stelle                                      | Davide Aiello                    |
| Valentina Barzotti                                           | MoVimento 5 Stelle                                      |                                  |
| Riccardo Tucci                                               | MoVimento 5 Stelle                                      |                                  |
|                                                              | Forza Italia - Berlusconi Presidente - PPE              | Alessandro Battilocchio          |
| Rosaria Tassinari                                            | Forza Italia - Berlusconi Presidente - PPE              |                                  |
| Chiara Tenerini                                              | Forza Italia - Berlusconi Presidente - PPE              |                                  |
|                                                              | Azione-Popolari Europei Riformatori-Renew Europe        | Antonio D'Alessio                |
|                                                              | Alleanza Verdi e Sinistra                               | Francesco Mari                   |
|                                                              | Misto-Non iscritti                                      | Aboubakar Soumahoro              |